# 風葬
風葬是處理屍體的一種方式，流行於東南亞地區和琉球群島地區。具體而言，就是將死者的屍體置於山崖、洞窟或樹上任其風化。

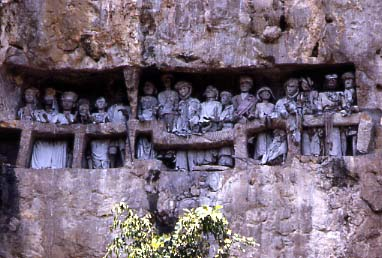
托拉加族的洞窟墓

印尼蘇拉威西島上的托拉查人曾一度盛行風葬。托拉加人在岩壁的橫穴上開鑿一個叫「Liang」的洞窟墓，這種洞窟墓往往開鑿於岩山十至數十公尺的地方。托拉加人在將死者的屍體放置於洞窟墓中的同時，將一種名叫「Tautau」的人形陪葬品與屍體放在一起，此後任屍體自然風化解體。
如今，隨著不少托拉加人改信基督教，風葬的習俗逐漸被廢止。現在不少風葬的墓穴被印尼政府開發為旅遊景點。

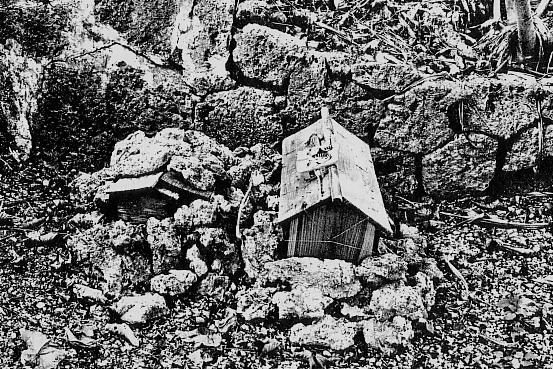
太平洋戰爭前久高島的風葬墓

琉球群島也曾盛行風葬。古代琉球人將死去的親屬的屍體置於洞窟之中或山崖的頂部任其風化，根據琉球神道的說法，風葬使用的洞窟或建於山崖頂部的房子，其開口必須在西面。直到三年之後，死者的親族女性將遺骨取出，舉行一個拾骨葬儀式，用海水或酒將遺骨洗淨，並放入櫥子甕中後埋葬。這一習俗在沖繩群島被稱作「洗骨（シンクチ）」，在奄美群島被稱作「改葬（カイソウ）」。
由於日本人認為風葬過於殘酷，這一習俗在日本吞并琉球後，被日本明治政府加以禁止。但這一習俗在1970年左右依然存在。如今因為日本法律規定，原來支持風葬的琉球人已大部分改為火葬，風葬的習俗只在少部分離島上存在。